# Portico e San Benedetto
Portico e San Benedetto é uma comuna italiana da região da Emília-Romanha, província de Forlì-Cesena, com cerca de 863 habitantes. Estende-se por uma área de 60 km², tendo uma densidade populacional de 14 hab/km². Faz fronteira com Marradi (FI), Premilcuore, Rocca San Casciano, San Godenzo (FI), Tredozio.

## Demografia
| Variação demográfica do município entre 1861 e 2011                               |
|                                                                                   |
| Fonte: Istituto Nazionale di Statistica (ISTAT) - Elaboração gráfica da Wikipedia |